# Julius Cohnheim
Julius Cohnheim (Demmin, 20. srpnja 1839. – Leipzig, 15. kolovoza 1884.), njemački liječnik.
Bio je majstor patološke anatomije u Kielu, Wroclawu i Leipzigu. Proučavanje upalnih promjena dokazao je da ulaženje bijelih krvnih tjelešaca u tkivo uzrokuje gnojenje. Po njegovoj teoriji, rak nastaje iz emrionalnih stanica, razbacanih po organizmu. Uveo je nove metode istraživanja, npr. smrzavanje svježeg tkiva i pravljenje mirkoskopskih rezova. 